# Terror in the Aisles
Terror in the Aisles é um filme documentário de 1984 com o tema baseado nas produções americanas que exploram o suspense, o drama e o terror, como a série Sexta-Feira 13, O Massacre da Serra Elétrica, Psicose, Tubarão.
Produzido e dirigido por Andrew J. Kuehn, o documentário é apresentado por Donald Pleasence e Nancy Allen e durante os 84 minutos de duração, é apresentado inúmeros fragmentos de filmes e personagens, entre estes, interpretados por atores como Mia Farrow, Faye Dunaway, Clint Eastwood, Sylvester Stallone, Brad Davis entre outros.